# Лопес Саллаберри, Хосе
Хосе Лопес Саллаберри (исп. José López Sallaberry; 16 декабря 1858, Мадрид — 22 июня 1927, там же) — испанский архитектор и урбанист, работавший в стиле неоплатереско.

## Биография
Он начал учёбу в 1875 году в Высшей технической школе архитектуры Мадрида и получил звание архитектора в 1881 году. В 1888 году он был назначен ответственным за подготовку места для строительства кладбища Альмудена.
Среди его самых известных зданий — Здание газеты «ABC» (1894 г.) и два театра; Teatro El Dorado и Teatro Fontalba, выполненных в эклектике. Он также отвечал за реставрацию фасада Teatro de la Comedia, после катастрофического пожара 1915 года. Два его здания: Казино Мадрида и Banco Hispano America были признаны испанскими объектами культурного наследия. После 1904 года он был назначен академиком Реальной академии изящных искусств Сан-Фернандо.
В роли городского планировщика его самая заметная работа связана с первоначальной планировкой Гран-Виа в сотрудничестве с Francisco Andrés Octavio. Этим проектом он занимался с 1905 года вплоть до самой своей смерти.
Он был женат на Марии Монастерио, с которой у него было три дочери. Он умер в своём доме на Калле де ла Монтера и был похоронен на кладбище Святого Исидора.

## Избранные проекты

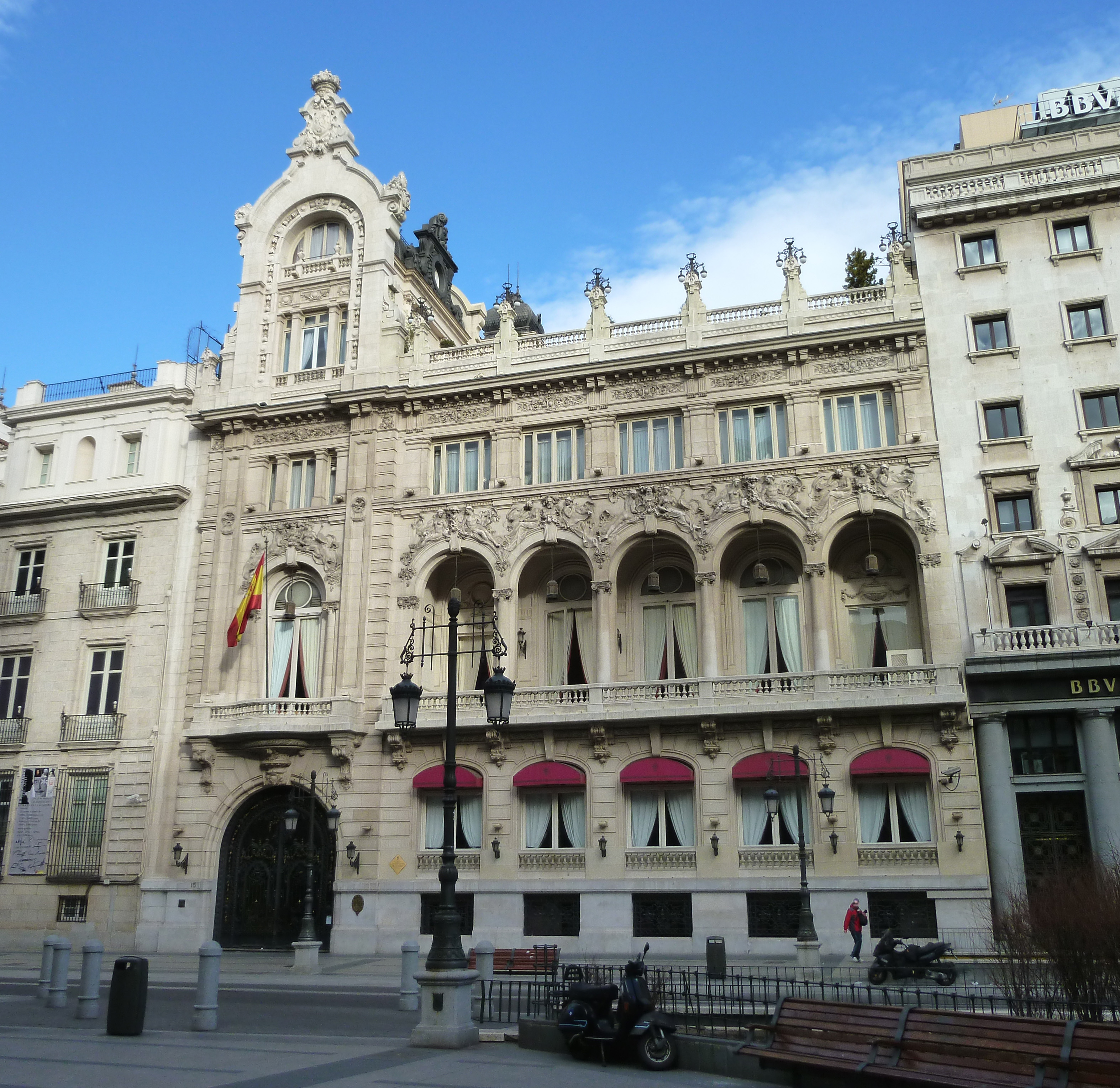
Казино Мадрида
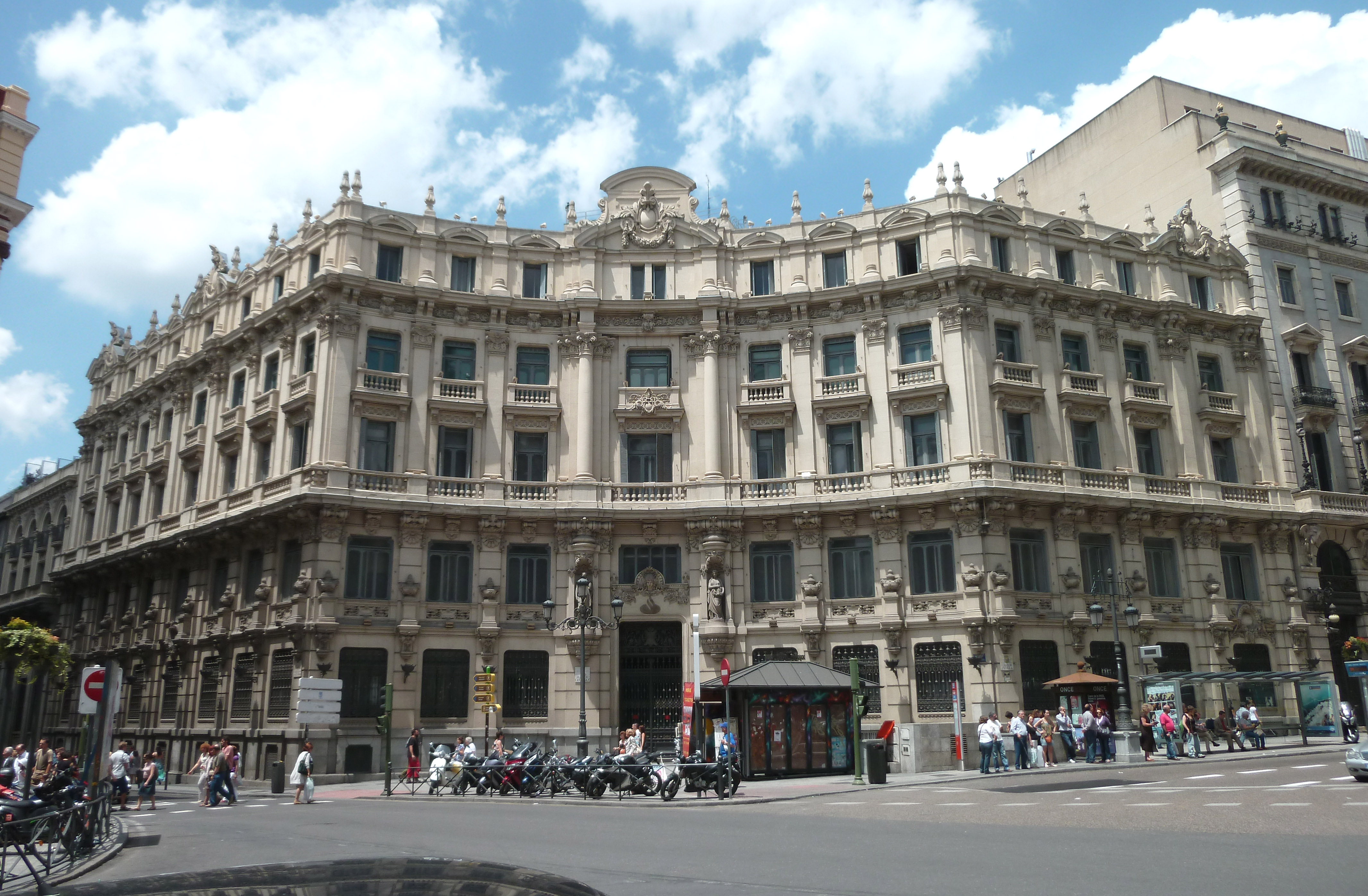
Banco Hispano Americano
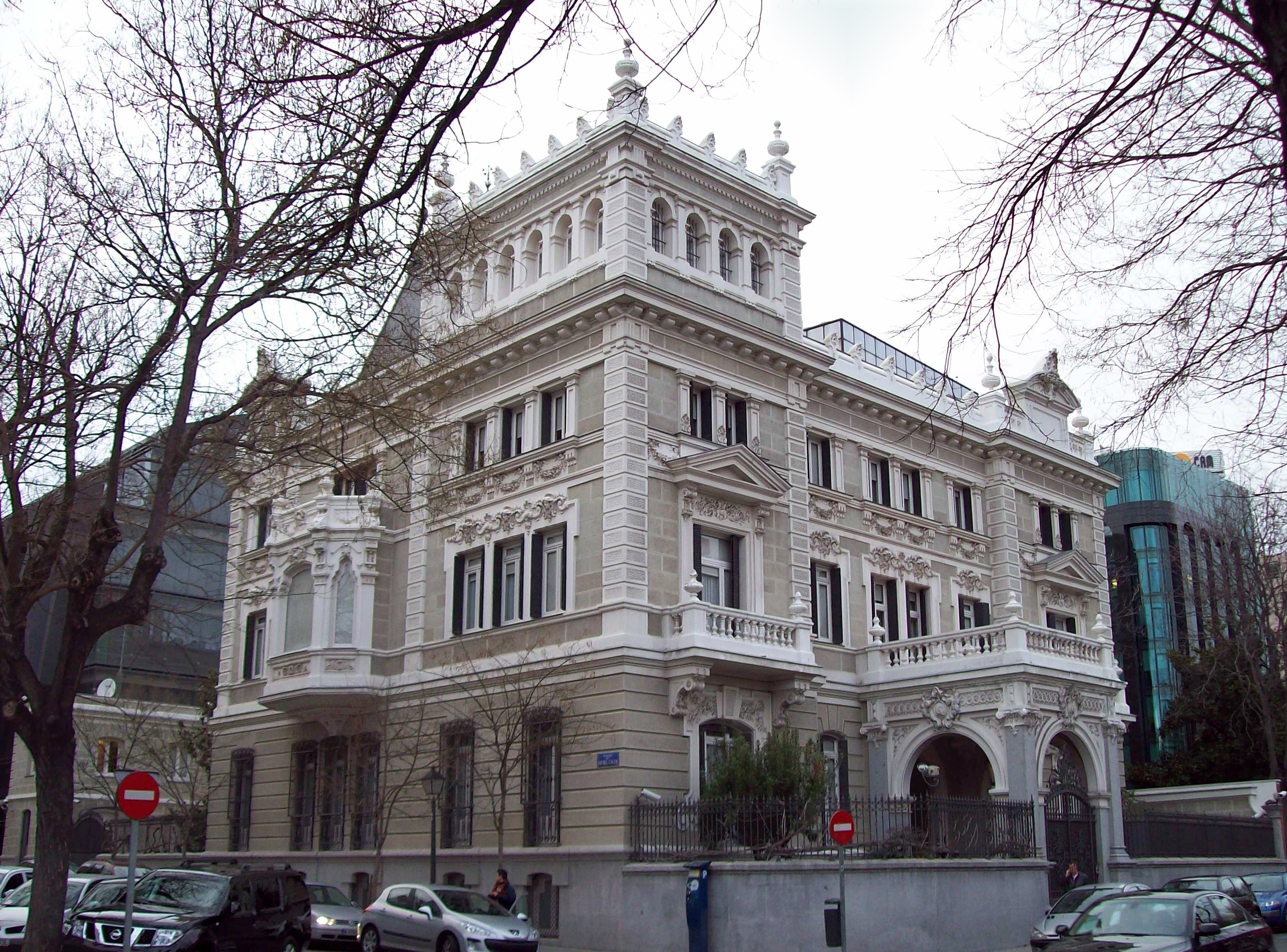
Особняк Эдуардо Адкоха
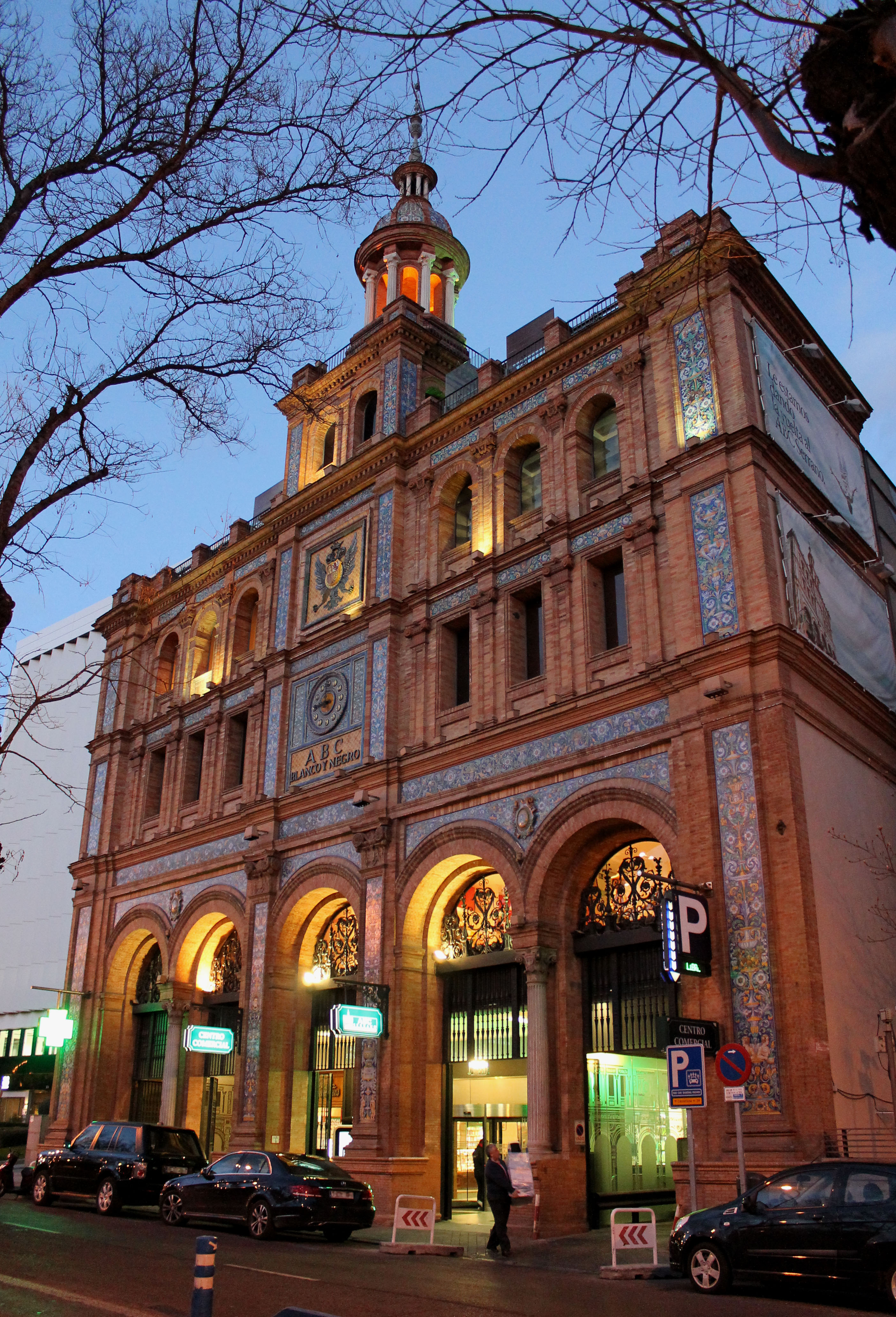
Здание газеты "ABC"